# Sonora-Buschratte
Die Sonora-Buschratte (Neotoma phenax) ist ein wenig erforschtes Nagetier in der Gattung der Amerikanischen Buschratten, das in Mexiko vorkommt.
Mit einer Kopf-Rumpf-Länge von 181 bis 211 mm, einer Schwanzlänge von 149 bis 220 mm und einem Gewicht von 180 bis 279 g ist die Art einer der größeren Vertreter ihrer Gattung. Sie hat 22 bis 40 mm lange Hinterfüße und 28 bis 35 mm lange Ohren. Allgemein sind die Weibchen etwas kleiner als die Männchen. Die Fellfarbe variiert in Abhängigkeit vom Alter des Exemplars und der Jahreszeit zwischen bräunlich und grau. Auf dem Kopf kommen stets graue Haare vor. Im Gegensatz zu anderen Amerikanischen Buschratten ist der Schwanz gut behaart.
Die Art lebt östlich des Golfs von Kalifornien in den mexikanischen Bundesstaaten Sonora und Sinaloa. Sie hält sich im Flachland und im hügeligen Gelände bis 350 Meter Höhe auf. Die Sonora-Buschratte bewohnt Gebiete mit dornigem Gestrüpp sowie Wälder mit Kiefern und Eichen.
Wie andere Buschratten baut die Art komplexe Nester aus Zweigen und anderem Material im Schutz von Büschen, Kakteen oder Bäumen. Eine wichtige Nahrungsquelle bilden Früchte von Ebenholzbäumen (Diospyros). Für Weibchen wurden jährlich zwei Würfe registriert mit durchschnittlich zwei Nachkommen pro Wurf.
Der Umbau der Landschaft zu Anbauflächen für Tomaten und Zwiebeln führt zu einer Verringerung der Populationsgröße. Die Sonora-Buschratte hat jedoch ein großes Verbreitungsgebiet. Die IUCN listet die Art als „nicht gefährdet“ (least concern), fügt jedoch hinzu, dass die Bestandsentwicklung genauer beobachtet werden soll.